# Sophie and the Giants
Sophie and the Giants, czasem skracane także do SATG – brytyjski zespół muzyczny założony w 2015 w Sheffield. Zadebiutowali w 2018 roku z singlem „Monsters”.

## Historia zespołu

### 2015-2017: Początki
Zespół został założony przez Sophie Scott w 2015 roku. Pierwotnie jego celem było tylko ćwiczenie grania utworów na instrumentach ze znajomymi, którzy interesowali się muzyką i wykonywali ją amatorsko. Wiosną 2017 zespół zaczął ambitniejszą aktywność na uczelni muzycznej Guildford w hrabstwie Surrey pod nazwą Sophie and the Giants. Sophie (która aktualnie w grupie odpowiada za wokal oraz okazyjnie za grę na gitarze basowej) do zespołu zaprosiła Chrisa Hilla, który gra na perkusji, Baileya Stapledona, który odpowiadał za grę na gitarze basowej i Tobiego Holmesa, który gra na gitarze. Wkrótce potem przenieśli się do swojego przybranego rodzinnego miasta Sheffield, gdzie udoskonalili swoje umiejętności oraz tworzyli piosenki, które zabrały ich w trasę koncertową po Wielkiej Brytanii z takimi artystami jak Tom Grennan, Yonaka i Reverend and The Makers.

### 2018:Adolescence
W 2018 roku zespół wyruszył w trasę koncertową jako support m.in. Toma Grennana.
26 października 2018 roku wydali swoją pierwszą EP’kę zatytułowaną „Adolescence”. Zebrała ona wiele pozytywnych opinii krytyków muzycznych i mediów.

### 2019: Udziały w festiwalach
W 2019 roku zespół skupił się na promowaniu wydanego w 2018 roku mini-albumu występując na wielu festiwalach m.in. w Reading, Leeds, Wiesbaden czy Glastonbury.
Także w 2019 zostali zaproszeni do wystąpienia podczas koncertu Radio 1's Big Weekend organizowanego przez BBC Music.

### 2020: „Hypnotized”
8 kwietnia 2020 roku odbyła się premiera singla „Hypnotized”, który ma promować niewydany jeszcze album niemieckiego producenta muzycznego Purple Disco Machine, w którym Sophie gościnnie wystąpiła w roli wokalistki i jednego z autorów tekstu piosenki pod pseudonimem zespołu. Utwór szybko osiągnął sukces wśród rozgłośni radiowych we Włoszech, gdzie dotarł do 2. miejsca oficjalnej listy notowań, oraz uzyskał status potrójnej platynowej płyty. W ciągu kolejnych miesięcy piosenka zaczęła zdobywać miejsca także na listach notowań m.in. w Austrii, Belgii, Francji, Niemczech, Litwie, Polsce, Słowenii, Szwajcarii i Wspólnocie Niepodległych Państw. 6 sierpnia wydany został także oficjalny klip do tego singla.
8 września 2020 roku wokalistka wraz z producentem wystąpili po raz pierwszy na żywo z singlem podczas Power Hits Estate 2020, koncertu organizowanego przez radio RTL 102.5 w Amfiteatrze w Weronie.

### 2021: Kolejne wydawnictwa
11 lutego 2021 we włoskim radiu m2o premierowo wyemitowano nowy singel zespołu pt. „Right Now”. Dzień później, 12 lutego, już oficjalnie wydano utwór w wersji digital download, a także contemporary hit radio (na terenie Włoch). Do utworu powstał teledysk tekstowy, w którym występuje wokalistka zespołu, Sophie. Utwór stał się przebojem na terenie Włoch i San Marino.
28 maja 2021 roku zespół wydał singel „Don’t Ask Me To Change”, do którego powstał również teledysk.
W kolejnych miesiącach zostały opublikowane kolejne dwa single zespołu: „Falene” oraz „If I Don’t Break Your Heart I’ll Break Mine”.

## Dyskografia

### Minialbumy
| Dane dot. albumu |
| --- |
| Adolescence - Wydany: 26 października 2018 - Wytwórnia: Universal Music Deutschland - Format: digital download, streaming |

### Single
Jako główny artysta
| Rok                                                      | Tytuł                                         | Najwyższe pozycje na listach | Najwyższe pozycje na listach | Najwyższe pozycje na listach | Najwyższe pozycje na listach | Najwyższe pozycje na listach | Najwyższe pozycje na listach | Najwyższe pozycje na listach | Najwyższe pozycje na listach | Najwyższe pozycje na listach | Najwyższe pozycje na listach | Najwyższe pozycje na listach | Najwyższe pozycje na listach | Najwyższe pozycje na listach | Najwyższe pozycje na listach | Najwyższe pozycje na listach | Najwyższe pozycje na listach | Certyfikat | Sprzedaż                                                                      | Album   |
| Rok                                                      | Tytuł                                         | AUT                          | BEL (Fl)                     | CRO                          | CZE                          | ECU                          | FRA                          | GER                          | HUN                          | PER                          | POL                          | SLO                          | SMR                          | SRB                          | SVK                          | SWI                          | ITA                          | Certyfikat | Sprzedaż                                                                      | Album   |
| -------------------------------------------------------- | --------------------------------------------- | ---------------------------- | ---------------------------- | ---------------------------- | ---------------------------- | ---------------------------- | ---------------------------- | ---------------------------- | ---------------------------- | ---------------------------- | ---------------------------- | ---------------------------- | ---------------------------- | ---------------------------- | ---------------------------- | ---------------------------- | ---------------------------- | --- | ----------------------------------------------------------------------------- | ------- |
| 2018                                                     | „Monsters”                                    | –                            | –                            | –                            | –                            | –                            | –                            | –                            | –                            | –                            | –                            | –                            | –                            | –                            | –                            | –                            | –                            | brak | brak danych                                                                   | –       |
| 2019                                                     | „The Light”                                   | –                            | –                            | –                            | –                            | –                            | –                            | –                            | –                            | –                            | –                            | –                            | –                            | –                            | –                            | –                            | –                            | brak | brak danych                                                                   | –       |
| 2019                                                     | „Break the Silence”                           | –                            | –                            | –                            | –                            | –                            | –                            | –                            | –                            | –                            | –                            | –                            | –                            | –                            | –                            | –                            | –                            | brak | brak danych                                                                   | –       |
| 2019                                                     | „Runaway”                                     | –                            | –                            | –                            | –                            | –                            | –                            | –                            | –                            | –                            | –                            | –                            | –                            | –                            | –                            | –                            | –                            | brak | brak danych                                                                   | –       |
| 2020                                                     | „Hypnotized” (oraz Purple Disco Machine)      | 23                           | 9                            | 12                           | 3                            | 9                            | 6                            | 11                           | 2                            | 4                            | 1                            | 2                            | 6                            | 4                            | 5                            | 1                            | 2                            | - AUT: złota płyta - GER: złota płyta - ITA: 4× platynowa płyta - POL: 3× platynowa płyta - SWI: platynowa płyta | - AUT: 15 000+ - GER: 200 000+ - ITA: 280 000+ - POL: 150 000+ - SWI: 20 000+ | Exotica |
| 2021                                                     | „Right Now”                                   | –                            | –                            | –                            | –                            | –                            | –                            | –                            | –                            | –                            | –                            | –                            | 5                            | –                            | –                            | –                            | 3                            | brak | brak danych                                                                   | –       |
| 2021                                                     | „Don’t ask me to Change”                      | –                            | –                            | –                            | –                            | –                            | –                            | –                            | –                            | –                            | –                            | –                            | –                            | –                            | –                            | –                            | –                            | brak | brak danych                                                                   | –       |
| 2021                                                     | „Falene” (oraz Michele Bravi)                 | –                            | –                            | –                            | –                            | –                            | –                            | –                            | –                            | –                            | –                            | –                            | 42                           | –                            | –                            | –                            | –                            | brak | brak danych                                                                   | –       |
| 2021                                                     | „If I Don’t Break Your Heart I’ll Break Mine” | –                            | –                            | –                            | –                            | –                            | –                            | –                            | –                            | –                            | –                            | –                            | –                            | –                            | –                            | –                            | –                            | brak | brak danych                                                                   | –       |
| 2022                                                     | „In the Dark” (oraz Purple Disco Machine)     | 26                           | 4                            | –                            | –                            | –                            | 76                           | 12                           | 3                            | –                            | 2                            | –                            | 10                           | –                            | 11                           | 40                           | 68                           | - AUT: złota płyta - GER: złota płyta - ITA: złota płyta - POL: platynowa płyta - SWI: złota płyta               | - AUT: 15 000+ - GER: 200 000+ - ITA: 50 000+ - POL: 50 000+ - SWI: 10 000+   | –       |
| 2022                                                     | „We Own the Night”                            | –                            | –                            | –                            | –                            | –                            | –                            | –                            | –                            | –                            | –                            | –                            | 11                           | –                            | –                            | –                            | –                            | brak | brak danych                                                                   | –       |
| „–” oznacza, że singel nie był notowany na danej liście. |                                               |                              |                              |                              |                              |                              |                              |                              |                              |                              |                              |                              |                              |                              |                              |                              |                              | |                                                                               |         |

### Teledyski
| Tytuł                                         | Rok  | Reżyseria         | Źr.    |
| --------------------------------------------- | ---- | ----------------- | ------ |
| „Monsters”                                    | 2018 | Jack Lowe         | [ 86 ] |
| „The Light”                                   | 2019 | Benjamin Simmons  | [ 87 ] |
| „Break the Silence”                           | 2019 | Rich Cooper       | [ 88 ] |
| „Hypnotized” ft. Purple Disco Machine         | 2020 | Mary Rozzi        | [ 89 ] |
| „Right Now”                                   | 2021 | nieznany          | [ 47 ] |
| „Don’t Ask Me To Change”                      | 2021 | Stella Belle Hex  | [ 50 ] |
| „If I Don’t Break Your Heart I’ll Break Mine” | 2021 | Mahogany Sessions | [ 90 ] |